# Syncyamus pseudorcae
Syncyamus pseudorcae is een vlokreeftensoort uit de familie van de Cyamidae. De wetenschappelijke naam van de soort is voor het eerst geldig gepubliceerd in 1955 door Bowman.